# Воздушная скорая помощь
Воздушная скорая помощь (англ. Air ambulance) — воздушный транспорт, предназначенный для транспортировки больных или раненых людей на большие расстояния. Используется, когда ни один из традиционных автомобилей скорой помощи не может легко и быстро приехать на место происшествия или пациент находится на далёком расстоянии, где воздушный транспорт является самым практичным. Воздушные экипажи скорой помощи оснащены оборудованием, что позволяет оказывать экстренную медицинскую помощь пострадавшим или сильно заболевшим людям. Общее оборудование для машин скорой помощи включает в себя воздушные вентиляторы, лекарства, ЭКГ и носилки.

## История

### Военная
Во время Первой мировой войны воздушные машины скорой помощи были опробованы различными военными организациями. Самолёты были ещё примитивные, с ограниченными возможностями, и вызывали неоднозначную реакцию. Тем не менее исследования продолжались, и в 1936 году была организована военно-воздушная скорая помощь для эвакуации раненых в испанской гражданской войне на лечение в нацистской Германии.

### Гражданская
В 1928 году первый официальная воздушная скорая помощь была создана в Австралии. А в 1934 году в Африке была создана гражданская воздушная скорая помощь в Марокко.